# Wollbach (Zusmarshausen)
Wollbach ist ein Pfarrdorf und Ortsteil des Marktes Zusmarshausen im schwäbischen Landkreis Augsburg in Bayern (Deutschland).
Seinen Namen hat der Ort vom Wollbach, einem linken Zufluss der Zusam. Woher dessen Name stammt, ist bis heute unklar.

## Geschichte
Im Jahre 1157 wurde der Ort erstmals mit einer Kirche urkundlich erwähnt. Im 14. Jahrhundert war Wollbach im Besitz der Augsburger Patrizierfamilie Gollenhofer. Ab 1362 waren der Maierhof, die Wollbacher Mühle und sechs Sölden im Besitz der Frühmessstiftung Zusmarshausen. Weitere Güter gingen um 1367 an Johannes Stolzhirsch und Karl von Welden. Dieser gab wegen Schulden 50 % des Besitzes an die Diözese Augsburg. 1489 war dann das Stift St. Moritz in Augsburg Besitzer des Dorfes. Damit war Wollbach ein hochstiftischer Ort unter Burgauer Landeshoheit. Die Gerichtsbarkeit übte das bischöfliche Pflegeamt Zusmarshausen aus.
Im Dreißigjährigen Krieg wurde das Dorf fast vollkommen zerstört. Doch fast alle Bewohner überlebten wohl, da die Bevölkerung schon zuvor geflohen war. Salenbach wurde dem Erdboden gleichgemacht, später aber wieder aufgebaut.
Der Ort war von 1862 bis 1929 dem Bezirksamt Zusmarshausen unterstellt, danach dem Bezirksamt Augsburg, und ab 1939 dem Landkreis Augsburg. Seit dem 1. Mai 1978 gehört die ehemalige Gemeinde zum Markt Zusmarshausen.

## Kirche St. Stephanus
Die Wollbacher Kirche liegt im Ortskern das Pfarrdorfes und ist dem heiligen Stephanus gewidmet. Schon bei der ersten urkundlichen Erwähnung 1157 verfügte der Ort über eine Kirche. Diese war damals im Besitz des Klosters Ochsenhausen, später ging sie an das Kloster Ursberg über. Ab dem Jahr 1300 gehörte sie dem Augsburger Domkapitel.
Sie brannte bei einem Großbrand im Jahr 1762, bei dem auch große Teile des Ortes vernichtet wurden, fast vollkommen ab. Im nächsten Jahr wurde sie wieder aufgebaut.
Wesentliche Teile der Ausstattung wie der Altar und das Deckenfresko stammen aus dem 19. Jahrhundert.